# Lampert magyar királyi herceg

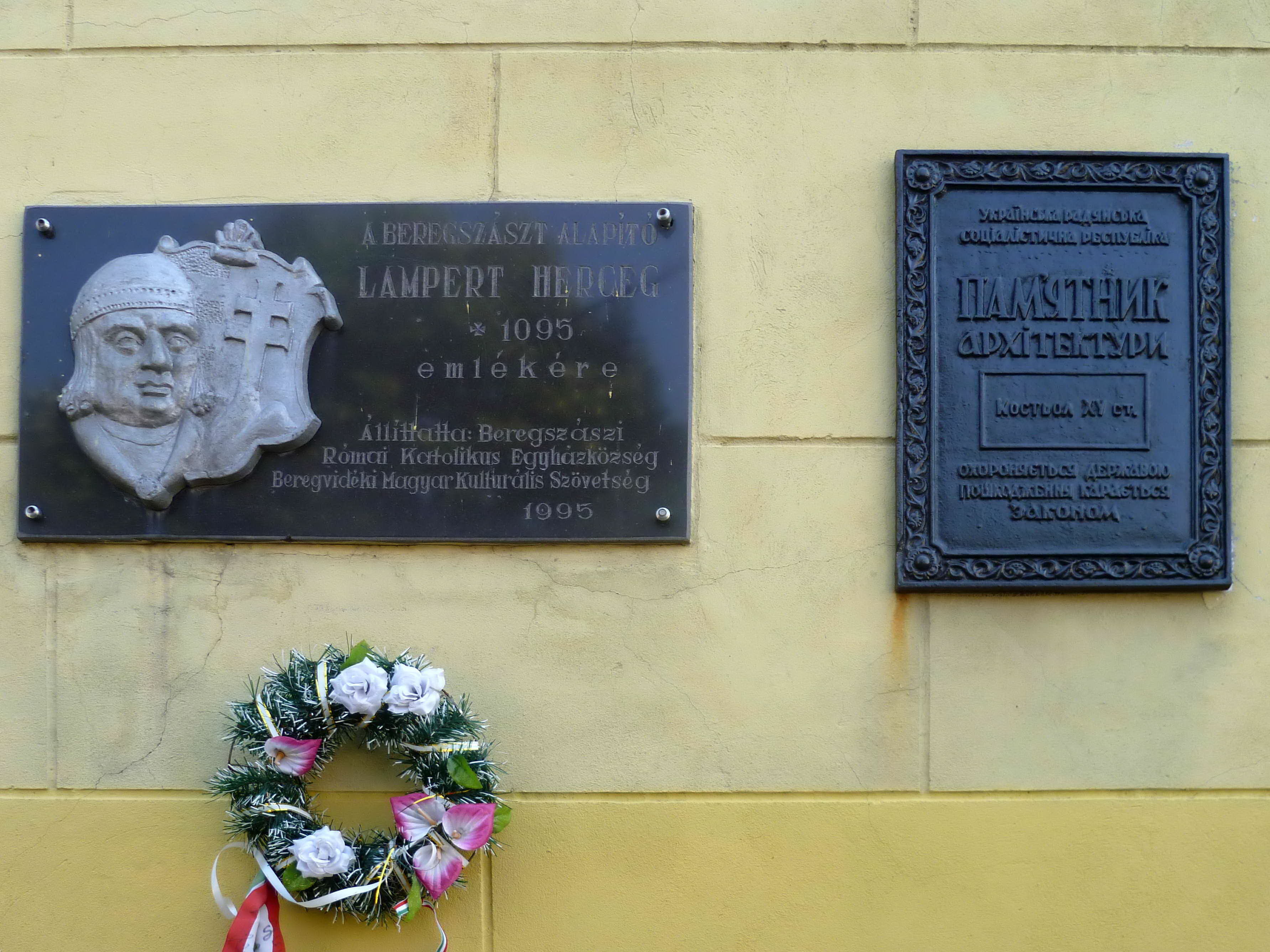
Lampert herceg emléktáblája Beregszászban

Árpád-házi Lampert (1049/50 – 1096), névváltozata: Lambert, magyar királyi herceg, I. Béla fia.

## Családja
Édesapja I. Béla magyar király, édesanyja Richeza lengyel hercegnő.

## Élete
1059-ben, I. András uralkodása idején apjával és testvéreivel (Géza, László) II. Boleszláv lengyel herceghez menekültek. Apja halála után Salamon trónra kerülésekor testvéreivel Magyarország harmadrészét követelték, de mivel Salamon tanácsadói ezt megtagadták, 1063 végén újra Lengyelországba menekültek. Lambert és László Krakkóban maradtak, míg Géza a Kijevi Rusz ellen harcoló II. Boleszlávhoz utazott. A hercegek végül II. Boleszláv közbenjárására 1065-ben megkapták az ország harmadát.
(A következő szöveg korabeli helyesírással íródott, így némileg eltér a mai változattól):
„Életfolyásáról Géza és László uralkodása alatt nem tudunk semmit; herczegségét mindenesetre békében birta, miután ez Geiza halála és László trónralépte által egészen ő reá háramlott. Hogy László halála után 1095-ben a trónra pályázott volna, arról a legkisebb sejtelmünk sincs.”
„Lambert halálát 1096 nyarára teszszük. […] Amennyiben volt neje s gyermekei, mitsem tudunk róluk.”